# Królowie Tír Conaill
Królowie Tír Conaill („Kraj Conalla”) lub Królowie Tyrconnellu – irlandzcy władcy państwa w północno-zachodnim Ulsterze, obejmującego w większości współczesne hrabstwo Donegal. Nazwa państwa została urobiona od imienia Conalla I mac Néill (zm. 464 r.), syna Nialla I od Dziewięciu Zakładników, arcykróla Irlandii. Jego potomkowie należeli do Cenél Conaill („Potomstwo Conalla”) z rodu Północnych Uí Néill.

## Władcy Cenél Conaill
- Conall I Gulban mac Néill (ok. 450-464) [syn Nialla I od Dziewięciu Zakładników, arcykróla Irlandii]
- (?)Fergus Cennfota (Długogłowy) [syn]
- (?)Sétna [syn]
- (?)Fedlimid I [brat]
- Ninnid mac Dauach (floruit 544-563) [wnuk Conalla I]
- Ainmuire mac Sétnai (563-569; arcykról Irlandii od 566) [syn Sétny]
- Báetán mac Ninnedo (569-586; arcykról Irlandii od 572) [syn Ninnida]
- Áed I mac Ainmuirech (586-598; arcykról Irlandii od 586) [syn Ainmuire’a]
- Conall II Cú mac Áedo (598-604) [syn]
- Máel Coba mac Áedo (604-615; arcykról Irlandii od 612) [brat]
- Domnall I mac Áedo (615-642; arcykról Irlandii od 628) [brat]
- Conall III Cóel mac Máele Coba (642-654; arcykról Irlandii od 642) [syn Máel Coby]
- Cellach mac Máele Coba (654-658; arcykról Irlandii od 642) [brat]
- (?)Óengus I mac Domnaill [syn Domnalla I]
- Loingsech I mac Óengusso (ok. 670-704; arcykról Irlandii od 695) [syn]
- Congall IV Cennmagair mac Fergusa (704-710; arcykról Irlandii) [brat stryjeczny]
- Flaithbertach I mac Loingsig (710-734; arcykról Irlandii od 728; usunięty, zmarł 765) [syn Loingsecha I]
- Áed II Muinderg mac Flaithbertaig (734-747) [syn]
- Loingsech II mac Flaithbertaig (747-754) [brat]
- Murchad I mac Flaithbertaig (754-767) [brat]
- Domnall II mac Áeda Muindeirg (767-804) [syn Áeda II]
- Máel Bressail I (804-819) [syn Murchada I]
- Dalach mac Muirchertaig (819-870)
- Máel Bressail II mac Maoldoraid (870-901) [prawnuk Máel Bressaila I]
- Fogartach (901-904) [brat]
- Eigrechan (904-906) [syn Dalacha]
- Ruaidrí I Ua Canannáin (906-950; król-rywal Irlandii od 944) [w 6-tym stopniu potomek Flaithbertacha I]
- Máel Coluim Ua Canaanain (950-957)
- Óengus II Ua Maoldoraid (957-961)
- Muirchertach I Ua Canannáin (961-963)
- Maoiliosa Ua Canannáin (963-967)
- Giollacoluim mac Diarmaid (967-976) [potomek Loingsecha I]
- Tigernan Ua Maoldoraid (976-978/80)
- Áed III Ua Maoldoraid (980-989)
- Ruaidrí II mac Néill Ua Canannáin (990-996)
- Flaithbertach II mac Loingsig Ua Canannáin (997-999)
- Máel Ruanaid Ua Maoldoraid (1000-1027)
- Muirchertach II Ua Maoldoraid (1027-1029)
- Ruaidrí III Mór (Wielki) (1029-1030) [syn Giollacoluima]
- Domnall III (1030-1032) [syn Mael Ruanaida]
- Flaithbertach III Ua Canannáin (1032-1045)
- Niall I mac Giollacoluim Ua Maoloraid (1045-1059) [potomek Aongusa I]
- Ruaidrí IV (1059-1071) [syn Flaithbertacha III]
- Donnchad Ua Canannáin (1071-1075)
- Domnall IV (1075-1083)
- Murchad II Ua Maoldoraid (1083-1085)
- Áed IV Ua Canannáin (1085-1093)
- Ruaidrí V Ua Canannáin (1093-1135)
- Flaithbertach IV Ua Canannáin (1135-1153)
- Áed V (1153-1156) [syn Ruaidrí V]
- N.N. Aitchleirech Ua Canaanáin (1156-1160)
- Magnus Ua Canannáin (1160-1165)
- Ruaidrí VI Ua Canannáin (1165-1171; zmarł 1188)
- Flaithbertach V Ua Maoldoraid (1172-1197)
- Echmarcach Ua Dochartaig (1197)

## Królowie Tír Conaill
- Éicnechán mac Donnchaid Ua Domnaill (1197-1207)
- Domnall V Mór (1207-1241) [syn]
- Máel Sechlainn mac Domnaill (1241-1247) [syn]
- Ruaidrí VII Ó Canannáin (1247-1248)
- Gofraid mac Domnaill (1248-1258) [syn Domnalla V]
- Domnall VI Óc (Młodszy) (1258-1281) [brat]
- Áed VI mac Domnaill Óic (1281-1290; usunięty) [syn]
- Toirdelbach I mac Domnaill Óic (1290-1291; usunięty, zmarł 1303) [brat]
- Áed VI (2-gie panowanie 1291-1333)
- Conchobar I mac Aoda (1333-1342) [syn]
- Niall II mac Aoda (1342-1343; usunięty, zmarł 1348) [brat]
- Óengus III mac Conchobair (1343-1352) [syn Conchobara I]
- Feidlimid II mac Aoda (1352-1356) [syn Áeda VI]
- Seoán mac Conchobair (1352-1359; usunięty) [syn Conchobara I]
- Cathal Óg Ó Conchobair Slilig (1359-1362)
- Seoán mac Conchobair (2-gie panowanie 1362-1380)
- Toirdelbach II an Fíona mac Néill (1380-1422; abdykował, zmarł 1423) [syn Nialla II]
- Niall III Garb (1422-1439) [syn]
- Nechtan mac Toirdelbaig (1439-1452) [brat]
- Ruaidrí VIII mac Nechtain (1452-1454) [syn]
- Domnall VI mac Néill Gairb (1454-1456) [syn Nialla III]
- Toirdelbach III Cairbrech (1456-1461; usunięty) [syn Nechtana]
- Áed VII Ruad (Czerwony) (1461-1497; abdykował) [syn Nialla III]
- Conn mac Aoda Ruaid (1497) [syn]
- Áed VII Ruad (2-gie panowanie 1497-1505)
- Áed VIII Dub (Czarny) (1505-1537) [syn]
- Magnus mac Aoda Duib (1537-1555; usunięty, zmarł 1563) [syn]
- An Calbach mac Magnusa (1555-1566) [syn]
- Sir Áed IX mac Magnusa (1566-1592; abdykował, zmarł 1600) [brat]
- Áed X Ruad (1592-1602) [syn]
- Ruaidrí IX mac Aoda (1602-1607; mianowany hrabią (earl) Tyrconnellu 1603; usunięty, zmarł 1608) [brat]
- Koniec królewskiej sukcesji 1607